# Ronde van Wallonië 2020
De 47e editie van de wielerwedstrijd Ronde van Wallonië vond plaats van 16 tot en met 19 augustus 2020. De start was in Zinnik en finish in Érezée. De ronde maakte deel uit van de UCI ProSeries 2020-kalender. De Belg Loïc Vliegen won in 2019. Hij werd opgevolgd door de Fransman Arnaud Démare.

## Deelname
Er namen negen UCI World Tour-ploegen, negen UCI ProTeams en vier continentale teams deel.
| WorldTour | ProTeam | Continentaal                                                                       |
| --- | --- | ---------------------------------------------------------------------------------- |
| Deceuninck–Quick-Step Groupama-FDJ Bahrain McLaren Israel Start-Up Nation CCC Team NTT Pro Cycling Team INEOS AG2R La Mondiale Lotto Soudal | Circus-Wanty-Gobert Alpecin-Fenix B&B Hotels-Vital Concept p/b KTM Burgos-BH Arkéa-Samsic Bingoal-Wallonie Bruxelles Riwal-Readynez Cycling Team Sport Vlaanderen-Baloise Total Direct Energie | Hagens Berman Axeon Pauwels Sauzen-Bingoal Tarteletto-Isorex Telenet-Baloise Lions |

## Etappe-overzicht
| Etappe | Datum       | Start               | Finish    | Type       | Afstand  | Winnaar       | Klassementsleider |
| ------ | ----------- | ------------------- | --------- | ---------- | -------- | ------------- | ----------------- |
| 1      | 16 augustus | Zinnik              | Templeuve | Vlakke rit | 187 km   | Caleb Ewan    | Caleb Ewan        |
| 2      | 17 augustus | Frasnes-lez-Anvaing | Waver     | Vlakke rit | 172,3 km | Arnaud Démare | Caleb Ewan        |
| 3      | 18 augustus | Montzen             | Wezet     | Heuvelrit  | 192 km   | Sam Bennett   | Arnaud Démare     |
| 4      | 19 augustus | Blegny              | Érezée    | Heuvelrit  | 199,4 km | Arnaud Démare | Arnaud Démare     |

## Klassementenverloop
| Etappe       | Winnaar       | Algemeen klassement · | Puntenklassement · | Bergklassement · | Jongerenklassement · | Sprint klassement · | Ploegenklassement     |
| ------------ | ------------- | --------------------- | ------------------ | ---------------- | -------------------- | ------------------- | --------------------- |
| 1            | Caleb Ewan    | Caleb Ewan            | Caleb Ewan         | Tom Paquot       | Jens Reynders        | Dries De Bondt      | AG2R La Mondiale      |
| 2            | Arnaud Démare | Caleb Ewan            | Caleb Ewan         | Tom Paquot       | Jens Reynders        | Dries De Bondt      | AG2R La Mondiale      |
| 3            | Sam Bennett   | Arnaud Démare         | Arnaud Démare      | Michał Gołaś     | James Fouché         | Dries De Bondt      | Deceuninck–Quick-Step |
| 4            | Arnaud Démare | Arnaud Démare         | Arnaud Démare      | Michał Gołaś     | Jhonatan Narváez     | Dries De Bondt      | AG2R La Mondiale      |
| 0Eindstanden | 0Eindstanden  | Arnaud Démare         | Arnaud Démare      | Michał Gołaś     | Jhonatan Narváez     | Dries De Bondt      | AG2R La Mondiale      |

1996 · 1997 · 1998 · 1999 · 2000 · 2001 · 2002 · 2003 · 2004 · 2005 · 2006 · 2007 · 2008 · 2009 · 2010 · 2011 · 2012 · 2013 · 2014 · 2015 · 2016 · 2017 · 2018 · 2019 · 2020 · 2021 · 2022 · 2023 · 2024